# Jean Mirabeau Eba
Jean Mirabeau Eba est et un homme politique camerounais, il est élu maire de la ville de Yabassi en 2020.

## Biographie
Jean Mirabeau Eba est dans le paysage politique depuis la défaite du rdpc en 2013, Il est le maire de la ville de Yabassi